# Dixmont (Yonne)
Dixmont település Franciaországban, Yonne megyében. Lakosainak száma 898 fő (2022. január 1.). Dixmont Vaumort, Joigny, Armeau, Les Bordes, Bussy-en-Othe, Cerisiers, Villechétive, Villeneuve-sur-Yonne és Villevallier községekkel határos.

## Népesség
A település népességének változása:
| Lakosok száma | 873  | 900  | 941  | 914  | 917  | 918  | 911  | 905  | 898  |
|               | 2013 | 2015 | 2016 | 2017 | 2018 | 2019 | 2020 | 2021 | 2022 |